# 전극항
전극항 (全克恒, 1590년 ~ 1636년)은 조선 인조의 문신이다. 본관은 옥천이며, 사서 전식의 아들이다. 자는 덕고(德古)·덕구(德久), 호는 규천(虯川).

## 생애
1590년에 태어난 그는 1624년(인조 2년) 정시문과에 병과로 급제, 대교(待敎)를 거쳐 예문관검열을 역임하였다.

## 가족 관계
전혼(全焜)의 증손으로, 할아버지는 전여림(全汝霖)이고, 아버지는 대사헌 전식(全湜)이며, 어머니는 홍천서(洪天敍)의 딸이다. 정경세(鄭經世)와 이준(李峻)을 사사(師事)하였다.

## 최후
어느 날 인조가 규천에게 공은 여기를 떠나 도성의 궁으로 돌아가 사승을 하라며 명령을 하였다. 이때 대소 신료들은 지금 적의 병사들이 도성에 가득하여 대단히 위험하다고 하였지만 규천 공은 왕명은 잠시라도 늦출 수 없다고 하여 재촉하여 도성 안에 들어가 머무르다가 적병의 칼날에 무참히 살해되었다. 이때 나이가 47살이었다.

## 사후
도승지에 추증되고, 1778년(정조 2년) 병자호란 시 왕을 호종한 공으로 정려되었다.

## 작품
- 《규천문집》(虯川文集) : 3권 1책, 목판본이다. 권1·2에 시 151수, 상량문 1편, 권3에 집구시(集句詩) 51수 등이 수록되어 있다. 상량문 1편은 경주읍성의 남문인 징례문(徵禮門)의 상량문이다.[1]